# Kepler-10
Kepler-10, раніше відома як KOI-72 — зоря в сузір'ї Дракон. Розташована за 564 світлові роки (чи то 173 парсеки) від Сонця. На 25 травня 2011 року відомо, що навколо зірки обертаються щонайменше дві екзопланети.

## Характеристики
Зірка дістала найменування Kepler-10, від назви космічного телескопа Кеплер. За параметрами вона нагадує наше світило. Її маса й радіус дорівнюють 89% і 105% сонцевих відповідно. Температура поверхні — близько 5627 К. Вік зорі оцінюється приблизно в 11,9 мільярдів років. Вона перебуває на заключній стадії розвитку і згодом перетвориться на червоного гіганта.

## Планетна система

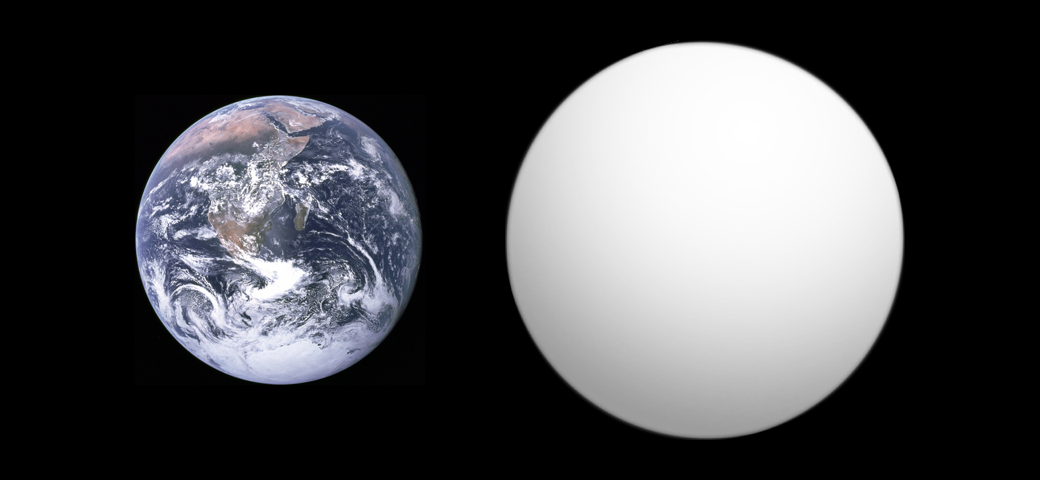
Порівняльні розміри Землі й Kepler-10 b.

10 січня 2011 року гуртом астрономів, що працював у рамках програми Kepler, після восьми місяців спостережень було оголошено про відкриття екзопланети Kepler-10b в цій системі. Це перша кам'яниста екзопланета, відома науці. Вона дещо більша від Землі — за радіусом перевершує її в 1,4 разу. Маса Kepler-10b дорівнює 4,5 маси нашого світу. Поверхня екзопланети повинна бути розпеченою, оскільки вона обертається дуже близько від батьківської зірки — відстань близько 0,017 а. о.
У травні того самого року на конференції Американського астрономічного товариства вчені, що працювали в проєкті «Кеплер», потвердили наявність другої маломасивної кам'янистої планети — Kepler-10c. Екзопланета кружляє на віддалі 0,24 а. о. від своєї зірки, здійснюючи оберт навколо неї за 45,29 днів. Вимірювання променевих швидкостей тіла дозволяє припустити, що маса відкритого світу коливається в межах 17,2 ± 1,9 земної, а радіус його дорівнює 2,35 земного. Це робить її щонайбільшою кам'янистою планетою, відомою станом на червень 2014-го. Задля підтвердження планети науковці використали методи комп'ютерного моделювання, а також відомості спостережень телескопа «Спітцер».

## Зовнішні посилання
- Kepler-10 на сайті космічного телескопа Kepler [Архівовано 6 листопада 2015 у Wayback Machine.](англ.)
- Kepler-10 в енциклопедії позасонцевих планет(англ.)
- Kepler-10 на сайті Планетні системи [Архівовано 18 вересня 2014 у Wayback Machine.]
- Модель Kepler-10 і планети b (відео)
- Kepler-10c на Хабрахабр [Архівовано 19 серпня 2014 у Wayback Machine.]